# Rozdoły (Lublin)
Pour les articles homonymes, voir Rozdoły.
Rozdoły (prononciation [rɔzˈdɔwɨ]) est un village de la gmina de Sitno, du powiat de Zamość, dans la voïvodie de Lublin, situé dans l'est de la Pologne.
Sa population s'élevait à 281 habitants en 2008.

## Administration
De 1975 à 1998, le village est attaché administrativement à l'ancienne voïvodie de Zamość.

Depuis 1999, il fait partie de la nouvelle voïvodie de Lublin.